# Sinéad O'Connor

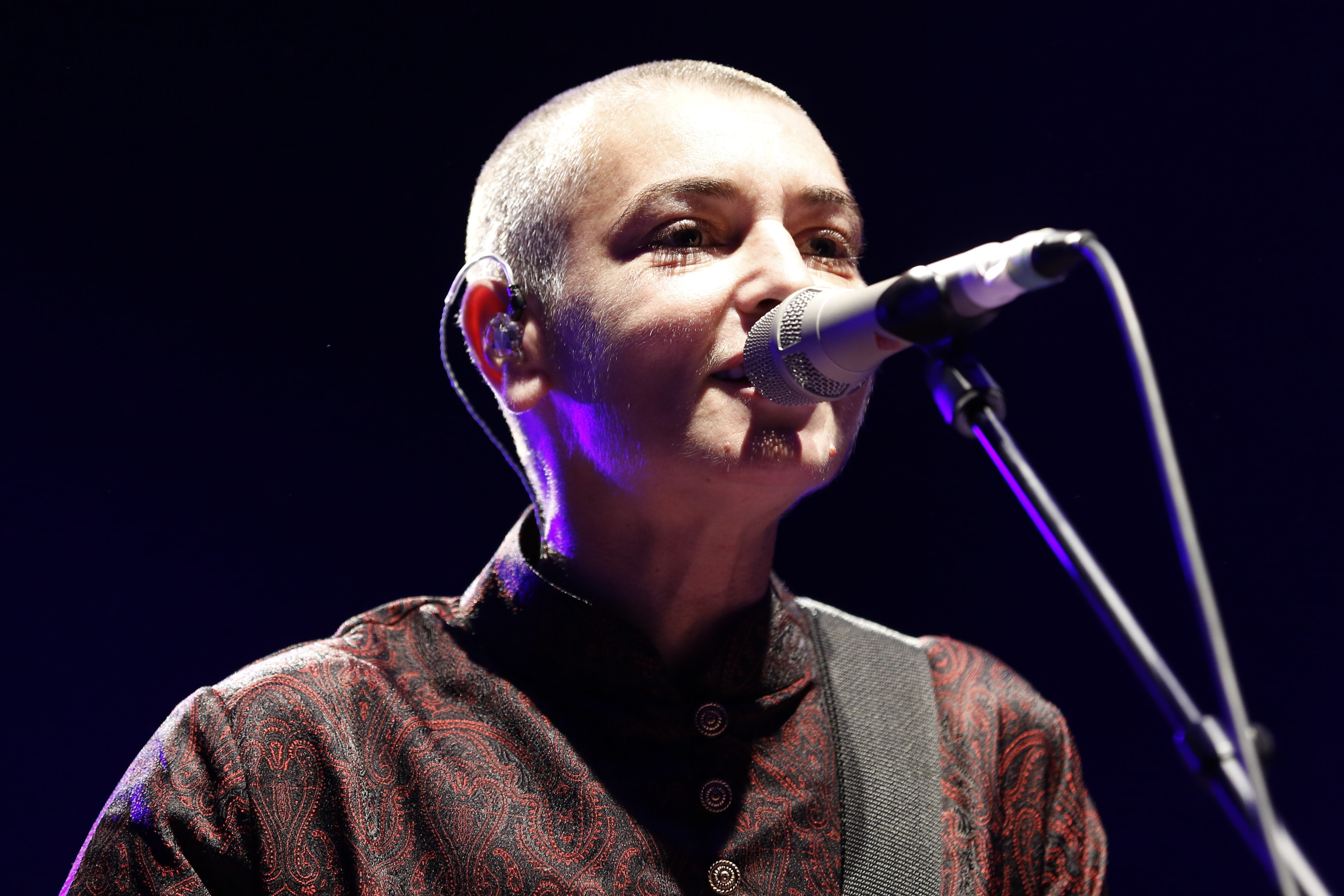
Sinéad O'Connor 2013 på Festival Interceltique de Lorient.

Shuhada’ Sadaqat, tidigare Davitt, född Sinéad Marie Bernadette O’Connor den 8 december 1966 i Glenageary strax utanför Dublin, död 26 juli 2023 i London, var en irländsk sångare och musiker.

## Biografi
Sinéad O’Connor föddes 1966 i Dublin-förorten Glenageary som dotter till Jack och Marie O’Connor. När hon var åtta år skilde sig hennes föräldrar. Senare skrev hon en låt om sin barndom som fick namnet ”Fire on Babylon”. År 1986 omkom hennes mor i en bilolycka.

### Musik
För albumet The Lion and the Cobra fick O'Connor en grammy i kategorin Bästa kvinnliga rocksång-framförande. Singeln ”Mandinka” var en radiohit. O'Connor har angett att hon inspirerats av Bob Dylan, David Bowie, Bob Marley, Siouxsie and the Banshees, och The Pretenders. Albumet I Do Not Want What I Haven't Got innehöll singeln ”Nothing Compares 2 U” som blev hennes internationella genombrott. Låten skrevs av artisten Prince till ett av hans sidoprojekt, gruppen The Family.
År 2005 kom albumet Throw Down Your Arms som producerades av Sly and Robbie och som innehöll covers av de tyngsta och mest religiösa (rastafari) reggaelåtar som skrevs under 1970-talet. Titellåten ”Throw Down Your Arms” skrevs av Burning Spear.

### Religion
År 1992 väckte hon uppmärksamhet när hon rev sönder en bild av påve Johannes Paulus II under ett framträdande i en direktsändning av Saturday Night Live. O’Connor sa att hon gjorde det för att protestera mot katolska kyrkans sexuella övergrepp mot barn. År 2018 meddelade hon att hon konverterat till islam och bytt namn till Shuhada’ Davitt.

### Privatliv
Sinéad O’Connor gifte sig första gången 1989 med musikproducenten John Reynolds, andra gången 2002 med musikjournalisten Nicholas Sommerlad, tredje gången 2010 med musikern Steve Cooney i ett äktenskap som varade mindre än ett år samt fjärde gången 2011 med terapeuten Barry Herridge, men detta äktenskap varade endast i 16 dagar. Sinéad O’Connor fick fyra barn.
Hon var under en period tillsammans med sångaren i Red Hot Chili Peppers Anthony Kiedis. ”I Could Have Lied” är en låt av Red Hot Chili Peppers som handlar om Anthony och Sinéad. År 2000 berättade O’Connor att hon var lesbisk. Senare ändrade hon tidigare uttalanden och i maj-utgåvan 2005 av Entertainment Weekly uttalade hon att hon var tre fjärdedels heterosexuell och en fjärdedel lesbisk.
O’Connor ändrade sitt namn  2017, till Magda Davitt. Följande år bytte hon namn i samband med att hon konverterade till islam, denna gång till Shuhada’ Sadaqat. Hon talade öppet om sin psykiska ohälsa.

## Diskografi

### Album
- 1987 – The Lion and the Cobra
- 1990 – I Do Not Want What I Haven't Got
- 1992 – Am I Not Your Girl?
- 1994 – Universal Mother
- 1997 – Gospel Oak EP
- 1997 – So Far... the Best of Sinéad O'Connor
- 2000 – Faith and Courage
- 2002 – Sean-Nós Nua
- 2003 – She Who Dwells in the Secret Place of the Most High Shall Abide Under the Shadow of the Almighty
- 2005 – Collaborations
- 2005 – Throw Down Your Arms
- 2007 – Theology
- 2012 – How About I Be Me (And You Be You)?
- 2014 – I'm Not Bossy, I'm the Boss

### Singlar
- 1986 – "Heroine"
- 1988 – "Mandinka"
- 1988 – "I Want Your (Hands on Me)"
- 1988 – "Jump in the River"
- 1990 – "Nothing Compares 2 U"
- 1990 – "The Emperor’s New Clothes"
- 1990 – "Three Babies"
- 1990 – "I Am Stretched on Your Grave"
- 1991 – "My Special Child"
- 1991 – "Silent Night"
- 1992 – "Visions of You"
- 1992 – "Success Has Made a Failure Of Our Home"
- 1992 – "Don’t Cry For Me Argentina"
- 1994 – "You Made Me the Thief of Your Heart"
- 1994 – "Thank You For Hearing Me"
- 1994 – "Fire on Babylon"
- 1995 – "Famine" / "All Apologies"
- 1995 – "Haunted"
- 1997 – "This Is To Mother You"
- 1997 – "This Is A Rebel Song"
- 2000 – "No Man’s Woman"
- 2000 – "Jealous"
- 2002 – "Troy (The Phoenix From the Flame)" (remix)
- 2003 – "Tears From the Moon"
- 2003 – "Guide Me God"
- 2003 – "1000 Mirrors"
- 2003 – "Special Cases"
- 2007 – "I Don’t Know How To Love Him"
- 2007 – "Illegal Attacks"